# Luce!
Il Luce! è stato un settimanale cattolico.

## Storia
La testata fu fondata il 6 gennaio del 1914 ed aveva sede a Varese. Alla fondazione del settimanale partecipò Don Carlo Sonzini diventandone successivamente il direttore.
Dopo 94 anni di attività la curia di Milano decise la cessazione delle pubblicazioni nel luglio del 2007 ed il 30 settembre fu pubblicato l'ultimo numero.